# Liste der Biografien/Harts
Liste der Biografien |
Portal Biografien |
Personensuche
# |
A |
B |
C |
D |
E |
F |
G |
H |
I |
J |
K |
L |
M |
N |
O |
P |
Q |
R |
S |
T |
U |
V |
W |
X |
Y |
Z |
?
 
Ha |
Hd |
He |
Hi |
Hj |
Hk |
Hl |
Hm |
Hn |
Ho |
Hr |
Hs |
Ht |
Hu |
Hv |
Hw |
Hy
 
Haa |
Hab |
Hac |
Had |
Hae–Haf |
Hag |
Hah |
Hai |
Haj |
Hak |
Hal |
Ham |
Han |
Hao |
Hap |
Haq |
Har |
Has |
Hat |
Hau |
Hav |
Haw |
Hax |
Hay |
Haz
 
Hara |
Harb |
Harc |
Hard |
Hare |
Harf |
Harg |
Harh |
Hari |
Harj |
Hark |
Harl |
Harm |
Harn |
Haro |
Harp |
Harr |
Hars |
Hart |
Haru |
Harv |
Harw |
Harx |
Hary |
Harz
 
Harta |
Hartb |
Hartd |
Harte |
Hartf |
Hartg |
Harth |
Harti |
Hartj |
Hartk |
Hartl |
Hartm |
Hartn |
Harto |
Hartr |
Harts |
Hartt |
Hartu |
Hartv |
Hartw |
Harty |
Hartz
Die Liste der Biografien führt alle Personen auf, die in der deutschsprachigen Wikipedia einen Artikel haben. Dieses ist eine Teilliste mit 29 Einträgen von Personen, deren Namen mit den Buchstaben „Harts“ beginnt.

## Harts

### Hartsa
- Hartsaw, Paul (* 1973), US-amerikanischer Jazzmusiker (Saxophon)

### Hartsb
- Hartsburg, Craig (* 1959), kanadischer Eishockeyspieler, -trainer und Funktionär

### Hartsc
- Hartsch, Edmund (* 1963), deutscher Publizist
- Hartsch, Erwin (1890–1948), deutscher Politiker (SPD, SED), MdR, MdL
- Hartschuh, Fritz (1930–2020), deutscher Jazzmusiker und Industriemanager

### Hartse
- Hartsesser, Georg († 1518), deutscher Jurist und Kleriker, Hochschullehrer in Freiburg im Breisgau und Tübingen, württembergischer Rat sowie Chorherr und erster Dekan am Heilig-Kreuz-Stift in Stuttgart

### Hartsf
- Hartsfield, Henry Warren (1933–2014), US-amerikanischer AstronautHenry Warren Hartsfield (1933–2014)

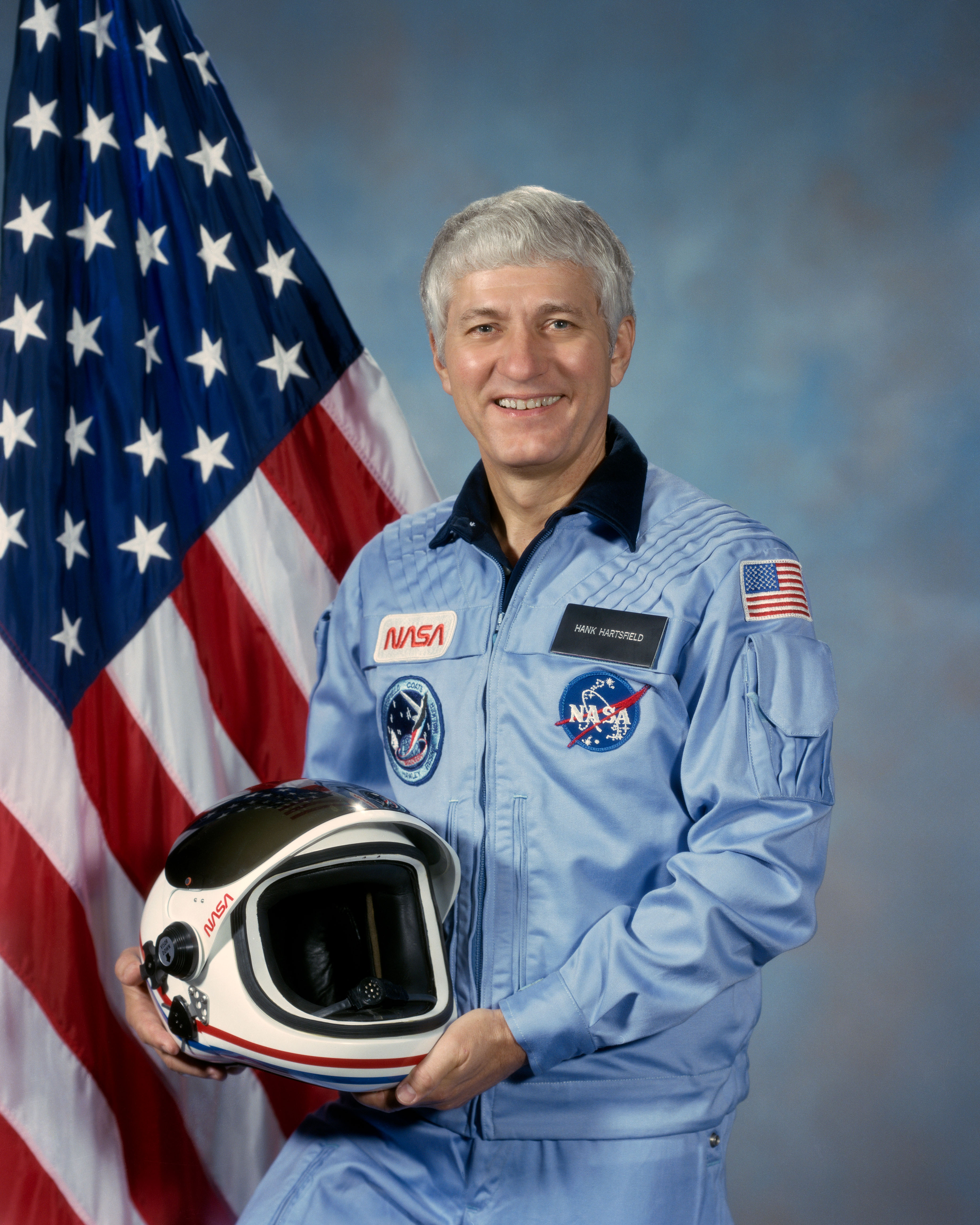
Henry Warren Hartsfield (1933–2014)

- Hartsfield, William B. (1890–1971), US-amerikanischer Politiker

### Hartsh
- Hartshorn, John, neuenglischer Steinmetz
- Hartshorn, Vernon (1872–1931), britischer Politiker der Labour Party und Mitglied des House of Commons
- Hartshorne, Charles (1897–2000), US-amerikanischer Philosoph
- Hartshorne, Edward (1912–1946), US-amerikanischer Militär, Universitätskontrolloffizier in der US-Besatzungszone nach dem Zweiten Weltkrieg
- Hartshorne, John (* 1957), britischer Autorennfahrer
- Hartshorne, Richard (1899–1992), US-amerikanischer Geograph
- Hartshorne, Robin (* 1938), US-amerikanischer Mathematiker

### Hartso
- Hartsoeker, Nicolas (1656–1725), niederländischer Biologe, Mathematiker und Physiker
- Hartson, John (* 1975), walisischer Fußballspieler
- Hartsough, Lewis (1828–1919), amerikanischer methodistischer Pastor und Liederdichter

### Hartst
- Hartstein, Bernd (1947–2002), deutscher Sportschütze und Trainer
- Hartstein, Eduard (1823–1869), deutscher Agronom
- Hartstein, Gary (* 1955), US-amerikanischer Mediziner, Formel-1-Chefarzt
- Hartstock, Cara (* 1994), deutsche Handballspielerin
- Hartstock, Erhard (1939–2024), deutscher Archivar und Historiker
- Hartstock, Sophie (* 1997), deutsche Handballspielerin
- Hartston, William (* 1947), englischer Schachspieler
- Hartstone, Graham V. (* 1944), britischer Tonmeister
- Hartstone, Nina, britische Tontechnikerin

### Hartsu
- Hartsuiker, Erik (1940–2019), niederländischer Ruderer
- Hartsuiker, Ton (1933–2015), niederländischer klassischer Pianist, Komponist und Musikpädagoge